# Rita Cadillac
Rita de Cássia Coutinho, mais conhecida como Rita Cadillac (Rio de Janeiro, 13 de junho de 1954), é uma dançarina, cantora e atriz brasileira.
Rita foi referência de beleza e sensualidade nos anos 1980.
Dentre suas atuações mais populares, estão a carreira como dançarina nos programas de televisão de José Abelardo Barbosa, o apresentador Chacrinha, e uma participação no longa-metragem Carandiru, do diretor Hector Babenco, além da carreira musical e de uma curta passagem pela indústria pornográfica.
Em 2010, sua carreira foi tema de um documentário do cineasta Toni Venturi, intitulado Rita Cadillac: A Lady do Povo, exibido em diversos cinemas do Brasil. Nos últimos anos, realizou diversas participações em programas e séries televisivas, como na sexta e nona edição do reality show A Fazenda, da RecordTV, e na série Tapas & Beijos, da Rede Globo.

## Vida e carreira

### Primeiros anos
Nascida numa família humilde, não conheceu o pai, que faleceu enquanto sua mãe estava gestante. Após nascer, foi deixada por sua mãe com sua avó paterna, que a criou. Aos quinze anos foi obrigada a casar-se com um rapaz da vizinhança, já que sua avó achava ele o melhor para Rita, que casou-se virgem no civil e no religioso, mas revela que foi abusada pelo marido: Como recusava-se a manter relações com ele, uma semana depois ele a embebedou e a violentou, e a partir daí uma vida infeliz a jovem vivenciou. Em 1971 deu à luz de parto normal no Rio de Janeiro seu único filho: Carlos César Coutinho. Não suportando mais as humilhações, traições e agressões do marido, divorciou-se quando o filho tinha um ano de vida. Sua avó já havia falecido, e passando necessidades, sem ter onde morar, passou a fazer programa para sustentar a si e ao menino, que sem ter como ficar com ela, voltou a viver com o pai. Em entrevistas, revelou ter chorado no primeiro programa, e que o cliente apenas a ouviu e pagou-a, sem nada exigir.
Após um ano como garota de programa, foi ajudada por uma cliente, que a levou para um grupo de dança, e assim Rita passou no teste, tornando-se dançarina profissional, pois pôde fazer um curso de balé nesta instituição. Rita, então, tornou-se famosa no Brasil a partir da década de 1970, por dançar no programa do apresentador de TV Chacrinha, onde as dançarinas eram chamadas de chacretes. Trabalhou com o "Velho Guerreiro" por oito anos, de 1975 a 1983.

### Nome artístico
Uma informação pouco conhecida é que o nome artístico de Rita pertenceu antes a uma artista francesa. Era o nome artístico de Nicole Yasterbelsky, referida nas páginas especializadas como cantora e artista de strip-tease. Nicole, com o nome artístico de "Rita Cadillac", foi uma das mais famosas dançarinas do lendário cabaré The Crazy Horse de Paris durante a década de 1950.
Apesar do entendimento geral de que o sobrenome artístico "Cadillac" fosse por causa do tamanho dos seus glúteos (Cadillac é uma marca de automóvel norte-americana que na época tinha uma traseira comprida e uma versão conhecida como "rabo-de-peixe") ele nada tinha a ver com isso, se deveu à artista francesa e foi dado a Rita pelo dono de uma boate onde dançava, participando de um show de Paulo Silvino, antes de entrar para a televisão e para o time de chacretes.

### Cantora
Durante os anos 1980, com o sucesso da cantora Gretchen, e com todas as gravadoras procurando por cantoras que também dançassem, Rita foi convidada a gravar no mesmo estilo, assim como as colegas chacretes Fernanda Terremoto e Suely Pingo de Ouro. Após a saída do Chacrinha, gravou um disco em 1983, o "Merenguedê".
Apesar da popularidade alcançada, principalmente com o compacto "É Bom Para o Moral", ela não chegou a vender muitos discos e acabou investindo em outras áreas artísticas.
Não obstante, durante os anos 1980, alcançou notoriedade como a "Madrinha dos Detentos", realizando muitos shows para centenas de detentos do país e que a haviam eleito como a sua artista favorita em determinada oportunidade. Também por seus inúmeros shows no garimpo de Serra Pelada foi eleita a "Rainha do Garimpo".

### Cinema pornográfico
Em 2004, Rita foi convidada para uma participação no cinema pornô, com o filme Sedução, que atingiu grande repercussão. Seu último filme no gênero foi Puro Desejo, lançado em 2008. Seus filmes fizeram enorme sucesso de vendas. Além destes, Rita fez participações especiais para a empresa que tem seu contrato, chamada Brasileirinhas.
Ainda em 2008, Rita lançou sua afilhada Cléo Cadillac, que substituiu a madrinha em revistas e filmes pornô. Rita reside atualmente em São Paulo, para onde se mudou no início dos anos 2000.

### Política
Em 2008, enquanto morava na cidade de Praia Grande, a dançarina candidatou-se ao cargo de vereadora do município do litoral paulista, pelo PSB. Porém, nas urnas, Rita ficou longe de alcançar sucesso e acabou não se elegendo.

### Reality shows e Novelas
Em 2013, Rita participou do reality show A Fazenda 6 da RecordTV, sendo a quarta eliminada da edição. Antes de entrar para o reality show, Rita fez uma pequena participação especial na novela Amor à Vida, trama de Walcyr Carrasco, exibida na Rede Globo. Ela entrou como amiga da ex-chacrete Márcia "Tetê Parachoque Paralama" interpretada por Elizabeth Savalla.
Depois que saiu de A Fazenda, fez mais uma participação na telenovela Dona Xepa na Rede Record, onde interpretou a personagem Dagmar mãe de Roberto Escovão vivido por Alexandre Barillari.
Em 2017, participou do reality show A Fazenda: Nova Chance, exibido pela Rede Record, deixando a disputa a poucos dias da final, terminando em 5º lugar na competição.

### Ensaios sensuais
Em 2021, entra para a plataforma OnlyFans.

### Vida pessoal
Na época em que trabalhava com Chacrinha, foi revelado seu drama familiar, onde pediu ajuda para recuperar seu filho, que seu ex-marido recusava-se a devolver após descobrir que ela fez programas. Após ele sumir com a criança por alguns anos, Rita reencontrou o filho já adolescente, com ajuda de detetives. O pai de seu filho disse a ele que a mãe havia falecido. O homem foi preso e Rita pôde, enfim, viver em paz com seu filho. Quando completou cinquenta e nove anos de idade, sua mãe reapareceu lhe pedindo ajuda. Rita descobriu que a mãe a deixou para ir embora com o amante, onde desse relacionamento nasceu a meia-irmã de Rita Cadillac. Após ajudá-la financeiramente, sua mãe novamente foi embora, dizendo que só estava interessada no seu dinheiro, o que a deixou muito magoada. Sua mãe a procurou novamente, já doente, e Rita, mesmo magoada, a ajudou e pagou seus tratamentos de saúde, mas pouco tempo depois, ela faleceu. Em entrevistas disse que perdoava a mãe pelo abandono, mas nunca a considerou de fato sua mãe, visto que quem fez o papel de mãe em sua vida fora sua avó, e que não mantém contato com sua meia-irmã, que não se dava bem com a mãe, e nunca quis aproximação com a família materna.
Afirmou que teve um affair com Pelé, quando se conheceram e ficaram juntos por um tempo em Porto Rico, antes de ficar famosa. Também revelou ter feito um aborto sem saber que estava grávida de cinco meses, de um jogador de futebol, o qual mantém o nome em sigilo.
Em 1996 nasceu a enteada de seu filho, que ela considera sua neta. Em 2009 nasceu sua neta biológica. 
Em janeiro de 2019 reatou seu casamento com Luiz Nóbrega, após dez anos de separação.

## Música

### Álbuns
| Ano  | Mídia    | Álbum              |
| ---- | -------- | ------------------ |
| 1983 | Compacto | Merenguendê        |
| 1984 | Compacto | É Bom Para O Moral |
| 1985 | LP       | É Bom Para O Moral |
| 1987 | LP       | Explosão Popular   |
| 1999 | CD       | Rita Canta Rita    |

### Singles
| Singles                                 |
| --------------------------------------- |
| "É Bom Para o Moral"                    |
| "Vem Perto"                             |
| "Merenguendê"                           |
| "Baby Love"                             |
| "Bem Me Quer"                           |
| "Acabou La Tequila"                     |
| "Carta de Amor"                         |
| "Flor de Laranjeira (Fricoteira)"       |
| "É Que Nesta Encarnação Eu Nasci Manga" |
| "Lança Perfume" (cover de Rita Lee)     |
| "Banho de Espuma" (cover de Rita Lee)   |

## Cinema

### Curtas & Longa-Metragens
| Ano  | Título                          | Papel     |
| ---- | ------------------------------- | --------- |
| 1980 | Asa Branca: Um Sonho Brasileiro | Sylvia    |
| 1982 | O Vale dos Amantes              | Cristina  |
| 1982 | Tessa, a Gata                   | Lutadora  |
| 1982 | Aluga-se Moças                  | Paula     |
| 1983 | Aluga-se Moças 2                | Paula     |
| 2003 | Carandiru                       | Ela Mesma |
| 2007 | O Magnata                       | Tia Guta  |
| 2009 | Alô, Alô Terezinha!             |           |
| 2010 | Rita Cadillac: A Lady do Povo   | Ela Mesma |

### Filmes adultos
| Ano  | Título                          |
| ---- | ------------------------------- |
| 2004 | Sedução                         |
| 2005 | Sexo no Salão 2005              |
| 2006 | A Primeira Vez de Rita Cadillac |
| 2006 | Sexo no Salão 2006              |
| 2007 | Sexo no Salão 2007              |
| 2007 | Á Flor da Pele                  |
| 2007 | Fogosas e Furiosas              |
| 2008 | Puro Desejo                     |

## Televisão
| Ano             | Título                      | Papel                          | Notas                         |
| --------------- | --------------------------- | ------------------------------ | ----------------------------- |
| 1976/83         | Cassino do Chacrinha        | Dançarina                      |                               |
| 1999            | Ô... Coitado!               | Rita Calhambeque               | Episódio:"Velhos pra Cachorro |
| 2000            | Ô... Coitado!               | Rita Calhambeque               | Episódio:"O Sequestro         |
| 2004            | Meu Cunhado                 | Irmã Generosa                  | Episódio:" Quarto Cresente"   |
| 2005            | Carandiru, Outras Histórias | Ela mesma                      |                               |
| 2006            | A Diarista                  | Ela mesma                      | Episódio:"Números Primos"     |
| 2008            | Beleza Pura                 | Ela mesma                      |                               |
| 2008            | Por Toda Minha Vida         | Ela mesma                      | Episódio:"Chacrinha"          |
| 2011            | Programa do Ratinho         | Participante                   | [ 20 ]                        |
| 2012            | Programa Silvio Santos      | Participante                   | [ 21 ]                        |
| 2012            | Amor & Sexo                 | Jurada                         | [ 22 ]                        |
| 2012            | Quem Convence Ganha Mais    | Jurada                         |                               |
| 2012            | Domingo Legal               | Participação Especial          | [ 23 ]                        |
| 2013            | Amor à Vida                 | Ela mesma (amiga de Márcia)    | [ 24 ]                        |
| 2013            | A Fazenda                   | Participante (13º lugar)       | Temporada 6                   |
| 2013            | Gabi Quase Proibida         | Entrevistada                   | [ 27 ]                        |
| 2013            | Dona Xepa                   | Dagmara Escova (Dona Escovona) | [ 2 ] [ 3 ] [ 28 ]            |
| 2014            | Okay Pessoal!!!             | Entrevistada                   | [ 29 ]                        |
| 2014            | Tapas & Beijos              | Soninha Dinamite               | [ 30 ] [ 31 ]                 |
| 2017            | A Fazenda                   | Participante (5º lugar)        | Temporada 9                   |
| 2018            | Bancando o Chef 1           | Participante (Vencedora)       | [ 34 ]                        |
| 2020            | Auto Posto                  | Cida                           |                               |
| 2025 — presente | Aqui Agora                  | Comentarista do telejornal     |                               |